# Богуты-Пянки (гмина)
Богуты-Пянки (пол. Boguty-Pianki) — сельская гмина (волость) в Польше, входит как административная единица в Острувский повет (Мазовецкое воеводство), Мазовецкое воеводство. Население — 2916 человек (на 2004 год).

## Демография
| Перепись                       | Всего   | Всего | Женщины | Женщины | Мужчины | Мужчины |
| ------------------------------ | ------- | ----- | ------- | ------- | ------- | ------- |
| Единицы                        | человек | %     | человек | %       | человек | %       |
| Население                      | 2916    | 100   | 1426    | 48,9    | 1490    | 51,1    |
| Плотность населения (чел./км²) | 32,7    | 32,7  | 16      | 16      | 16,7    | 16,7    |

## Поселения
1. Бяле-Хороше
2. Бяле-Фигле
3. Бяле-Гезки
4. Бяле-Квачолы
5. Бяле-Миштале
6. Бяле-Папеже
7. Бяле-Щепановице
8. Бяле-Зее
9. Богуты-Аугустыны
10. Богуты-Лесьне
11. Богуты-Мильчки
12. Богуты-Пянки
13. Богуты-Рубеше
14. Цетшевки-Важино
15. Древново-Дмошки
16. Древново-Голынь
17. Древново-Конаже
18. Древново-Липске
19. Древново-Земаки
20. Годлево-Бадки
21. Годлево-Лубы
22. Каменьчик-Боровы
23. Каменьчик-Перце
24. Каменьчик-Рычорки
25. Каменьчик-Вельки
26. Крашево-Чарне
27. Кунин-Замек
28. Кутылово-Брудки
29. Кутылово-Перысе
30. Михалово-Врубле
31. Муравске-Чахы
32. Муравске-Мязги
33. Шпице-Хойново
34. Трынише-Кунево
35. Трынише-Мошево
36. Тымянки-Адамы
37. Тымянки-Буце
38. Тымянки-Дембоше
39. Тымянки-Модерки
40. Тымянки-Окуне
41. Тымянки-Пахолы
42. Тымянки-Скуры
43. Тымянки-Шкляже
44. Забеле-Пикулы
45. Зависты-Двораки
46. Зависты-Круле
47. Зависты-Круки
48. Зависты-Пётровице
49. Зависты-Виты
50. Злотки-Пшечки
51. Злотки-Пулапки
52. Злотки-Старовесь

## Соседние гмины
1. Гмина Цехановец
2. Гмина Чижев-Осада
3. Гмина Клюково
4. Гмина Нур